# 艶笑コメディ
艶笑コメディ（えんしょうコメディ、Sex comedy）は、コメディが性的な状況や恋愛に動機付けられているジャンル。「艶笑コメディ」は主に演劇や映画などで見られるが、オウィディウスやチョーサーなどの文学作品は艶笑コメディと見なされる場合がある。